# Чикойский Иоанно-Предтеченский монастырь
Чикойский Иоанно-Предтеченский монастырь (Урлукский монастырь) — недействующий православный мужской монастырь Читинской епархии Русской православной церкви, располагавшийся в 8 км от села Урлук (Забайкальский край) на одной из сопок Чикойского хребта.

## История
В 1820 году здесь построил келью отшельник Василий Надежин. В 1824 году на пустынника наткнулись охотники, и вскоре молва о благочестивом старце распространилась среди местного населения. Пустынь стали посещать как живущие неподалёку староверы, так и именитые граждане из Кяхты. В 1826 году была сооружена часовня, закуплены колокола, приобретены богослужебные книги.
5 октября 1828 года по предписанию епископа Иркутского Михаила (Бурдукова) настоятель Троицкого Селенгинского монастыря иеромонах Израиль постриг Василия Надежина в монахи с наречением имени Варлаам. Епископ Михаил благословил «устроение Чикойского скита на твёрдом основании», обязав сооружение в скиту храма, руководство собранной братией, проведение миссионерской работы среди монгольского, бурятского и старообрядческого населения.
В 1835 году скит был официально признан как заштатный и назван в честь Рождества Иоанна Предтечи. Об учреждении Чикойского скита сообщили «Московские ведомости», и потекли пожертвования на строительство храма.
На территории монастыря было возведено три храма: собор в честь Рождества Иоанна Предтечи (построен в 1837—1841 годах), церкви в честь иконы Божией Матери «Споручница грешных» и во имя преподобного Варлаама Печерского (небесный покровитель основателя монастыря). К монастырю относилась также церковь во имя великомученика Пантелеимона (построена в 1890 году) в скиту при Ямаровских минеральных водах.
С самого своего основания монастырь вёл миссионерскую деятельность среди бурят, при нём располагалась школа.
В 1915 году из-за исчезновения в колодцах воды монастырь был закрыт и перенесён к Староселенгинскому Спасскому собору, на месте осталась лишь заштатная пустынь. В 1927 году умер последний монах пустыни. В 1930-х годах строения монастыря были разрушены.
В 2002 году среди руин Чикойского монастыря было определено место захоронения преподобного Варлаама Чикойского, и по благословению патриарха Алексия II 21 августа состоялось обретение его мощей, которые поместили в приделе Александра Невского Казанского собора Читы.
На месте обретения мощей преподобного Варлаама был поставлен крест и ограда. Над алтарной частью разрушенного храма в честь иконы Божией Матери «Споручница грешных» возведена часовня во имя преподобного Варлаама Чикойского, прикрыты каменными плитами останки неизвестного монаха, отреставрирована могильная плита иеромонаха Феофана.

## Хозяйственная деятельность монастыря
Первые земельные владения Чикойский монастырь получил в начале 1840-х годов. Основные участки, площадью свыше 735 десятин 602 сажени, были расположены в лесном массиве вокруг обители, из них 715 десятин 277 саженей — непосредственно под лесом, остальные составляли покосы, огороды и выгоны для скота. Принадлежали обители и значительно меньшие участки: один пахотный — 65 десятин у селения Малая Кудара, второй — сенокосный, в 5 десятин, и Джиндинский № 3 у деревни Галдановки. В Чикойской обители занимались огородничеством, держали скот. Овощи хранили в специально устроенном для этого тёплом подвале.
К 1909 году земельные владения обители уменьшились до 817,5 гектаров (750 десятин). Основной части своей земли Чикойский монастырь лишился в 1915 году во время переноса в Староселенгинск. Тогда у него забрали 500 десятин, взамен нарезав столько же у реки Селенги. Расположен этот участок был в Сарамской казённой даче Верхнеудинского лесничества на правом берегу Селенги.
У Чикойской пустыни остались: лесной участок в 195,1 гектаров (179 десятин), сенокосы и пахотные земли — 76,3 гектаров (70 десятин).